# بایرویت
بایرویت (به آلمانی: Bayreuth) شهری واقع در بایرن، آلمان است که در کنار رود ماین و فیشتل‌گبیرگه (Fichtelgebirge) قرار دارد. این شهر پایتخت فرانکونیا است و بنا بر آمار سال ۲۰۰۱، بیش از ۷۴ هزار نفر ساکن آن هستند.

## تاریخچه شهر

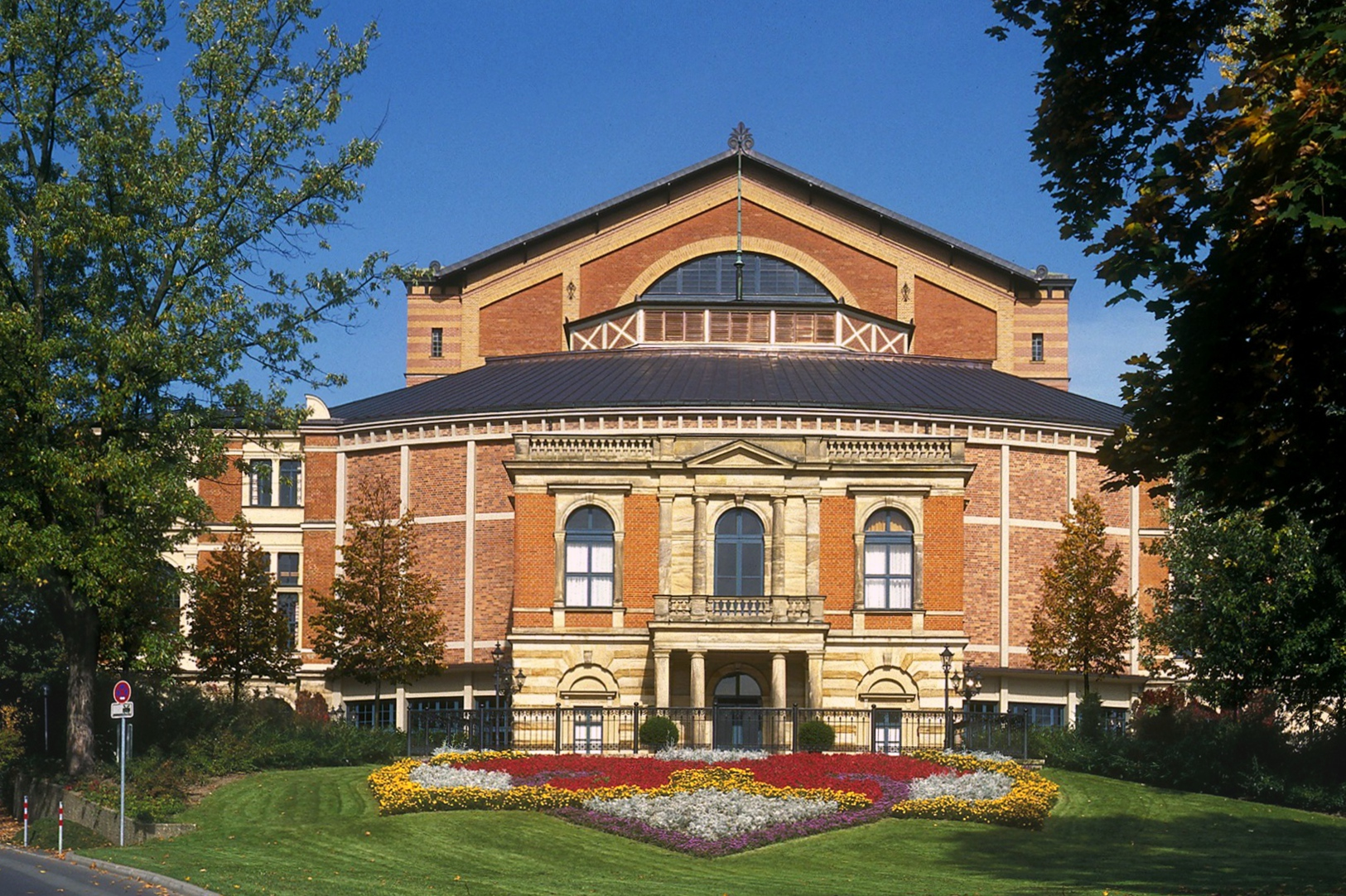
تالار اپرای واگنر.

از بایرویت برای اولین بار در اسنادی مربوط به سال ۱۱۹۴ نام برده شده و احتمالاً به دست کنت آندکس (Andechs) بنا شده است. حدود ۶۰ سال بعد این، شهر که در آن زمان روستای کوچکی بود، تابعه ایالت هوهنزولرن (Hohenzollern) شد و زمانی که این ایالت به دو بخش تقسیم شد، بایروت به بخش کولمباخ (Kulmbach) پیوست.
نقطه عطف در تاریخ شهر بایروت، مربوط به سال ۱۶۰۳ است. زمانی که حکمران کولمباخ - که در آن زمان براندنبورگ (Brandenburg) - هم نامیده می‌شد - تصمیم گرفت محل سکونت خود را به بایرویت انتقال دهد.
اما توسعه پایتخت جدید به دلیل جنگ‌های سی ساله به تعویق افتاد. این جنگ‌ها که از سال ۱۶۱۸ تا ۱۶۴۸ ادامه یافت، در واقع جنگ‌هایی مذهبی بود که بین پروتستان‌ها و کاتولیک‌ها و در اروپای مرکزی - قلمرو امپراتوری روم - ایجاد شده اما بسیاری از قدرتهای بزرگ جهان را هم درگیر نموده بود.
پس از پایان جنگ، بناهای مشهور سبک باروک به شهر اضافه شدند. و در دوران حکومت ویلهلمین (Wilhelmine) تعدادی پارک و قصر هم ساخته شد که مقدار زیادی از جلوه امروز بایرویت مدیون آن‌ها است.
ویلای ریچارد واگنر از جاذبه‌های بایروت در ۱۷۶۹، آخرین حکمران براندنبورگ-کولمباخ، بدون داشتن وارث چشم از جهان فروبست و ایالت به همسایه مجاور خود، آنسباخ (Ansbach) پیوست و پس از آن در طی چند دوره جزو مایملک پروس، فرانسه و در نهایت باواریا به‌شمار آمد.

## ریچارد واگنر و بایرویت
در ۱۸۷۲، ریشارد واگنر (Richard Wagner)، موسیقیدان برجسته آلمانی به بایرویت نقل مکان کرد. امروزه بایرویت بیش از هرچیز به خاطر ارتباطش با واگنر شهرت دارد که از سال ۱۸۷۲ تا زمان مرگش در ۱۸۸۳، در آنجا می‌زیسته است.
ویلای واگنر به نام وانفرید (Wahnfried)، تحت نظر شاه لودویگ دوم باواریا ساخته و بعدها به موزه واگنر تبدیل شد.
در شمال بایرویت، ساختمان اپرا قرار دارد که اصلاً برای اجرای اپراهای واگنر ساخته شده است. اولین اجرای دو اثر آخر واگنر حلقه نیبلونگ و پارسیفال در این سالن انجام شده‌اند.
هر تابستان، در طی جشنواره یک‌ماهه ریچارد واگنر، تمام اپراهای او در این سالن اپرا به اجرا درمی آیند. این برنامه به نام جشنواره بایرویت هم شهرت دارد و هرساله هزاران نفر در آن شرکت می‌کنند و از سال تأسیس آن در ۱۸۷۶، تاکنون همواره بلیطهای ورودی آن به‌طور کامل به فروش می‌رسد. امروزه لیست رزرو بلیط جشنواره، فهرستی بسیار طولانی است که تا ده سال آینده را دربر گرفته است.

## کاخ قدیمی و بوستان ارمیتاژ سالهای بعدی
بعدها بایرویت به صحنهای برای تبلیغ ایدئولوژی نازی مبدل شد. رهبران نازی غالباً برای شرکت در جشنواره واگنر به این شهر می‌آمدند و می‌کوشیدند بایرویت را به یک شهر نمونه حزب نازی مبدل سازند. این مکان، به خاطر علاقه خاص هیتلر به شهر و جشنواره مشهور آن، یکی از چند شهری بود که نظارت بر طرح شهرسازی آن مستقیماً از برلین انجام می‌گرفت.
در طی جنگ جهانی دوم، بایرویت در معرض بمبارانهای شدید قرار گرفت و پس از آن در سال ۱۹۵۱، برای دور شدن از گذشته پر مخاطره و ناشاد شهر، مسئولین جشنواره واگنر را مجدداً آغاز کردند. در سال ۱۹۷۵، دانسگاه بایرویت راه اندازی شد و تأثیر بسیاری بر رشد شهر گذاشت. در ۱۹۹۹ مسابقات جهانی قهرمانی پرواز با بادپر (گلایدر) در فرودگاه شهری آن انجام شد.

## مکانهای دیدنی
- نیو کسل New Castle، اقامتگاه حکمرانان بایروت از ۱۷۵۳ به بعد
- ساختمان اپرا
- سالن اپرای خصوصی حاکمان، یکی از بهترین بناهای باروک در اروپا که در شده ۱۸ ساخته شده است.
- موزه فراماسونی آلمان
- هتل Goldener Anker (لنگر زرین)
- بوستان‌های باروک
- بوستان ارمیتاژ Eremitage و قصر قدیمی
- کاخ و بوستان فانتزی Fantaisie
- بوستان سنس پاریل Sanspareil، واقع در ۳۰ کیلومتری غرب بایرویت

## نگارخانه

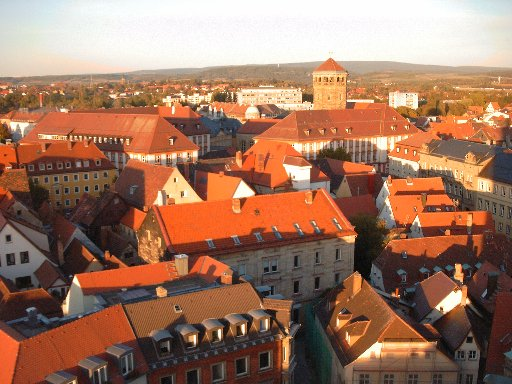
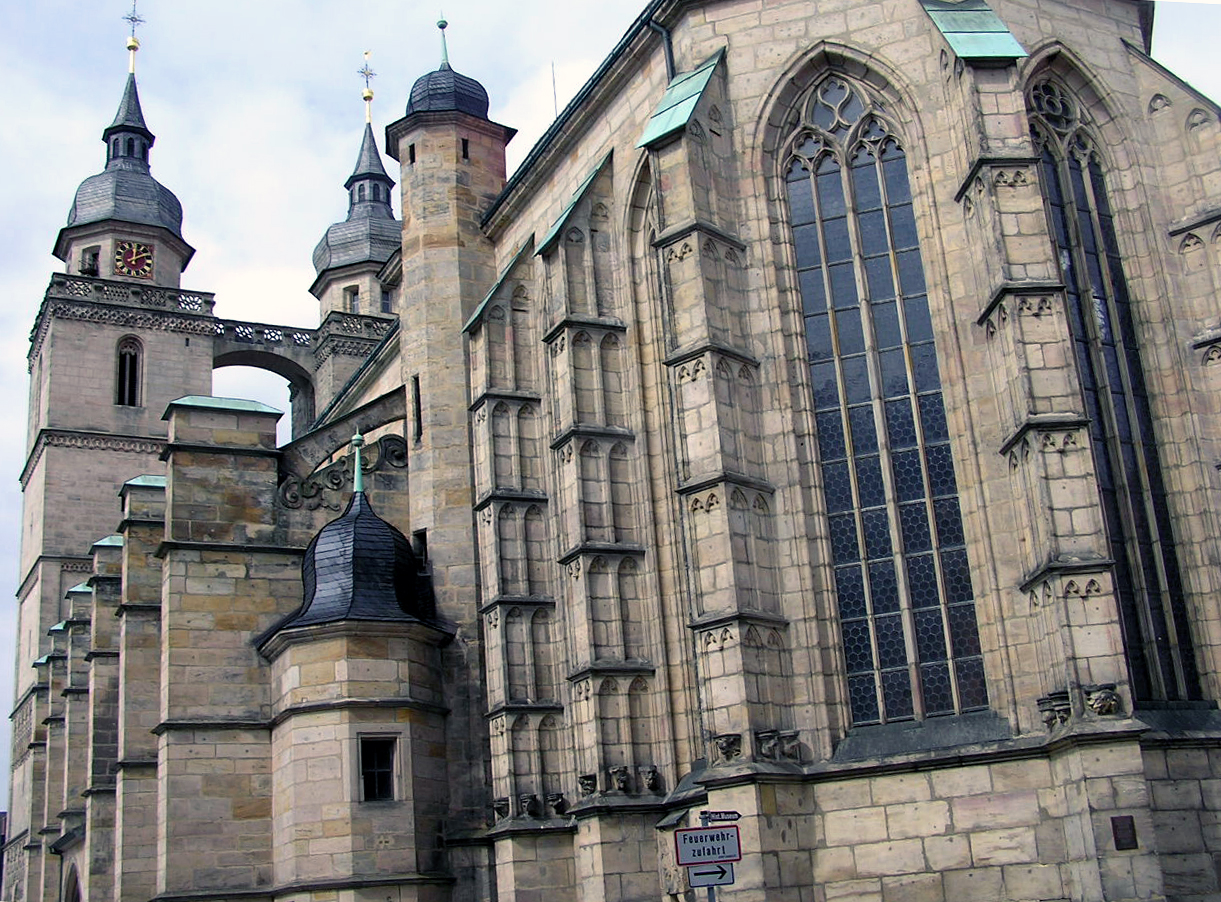
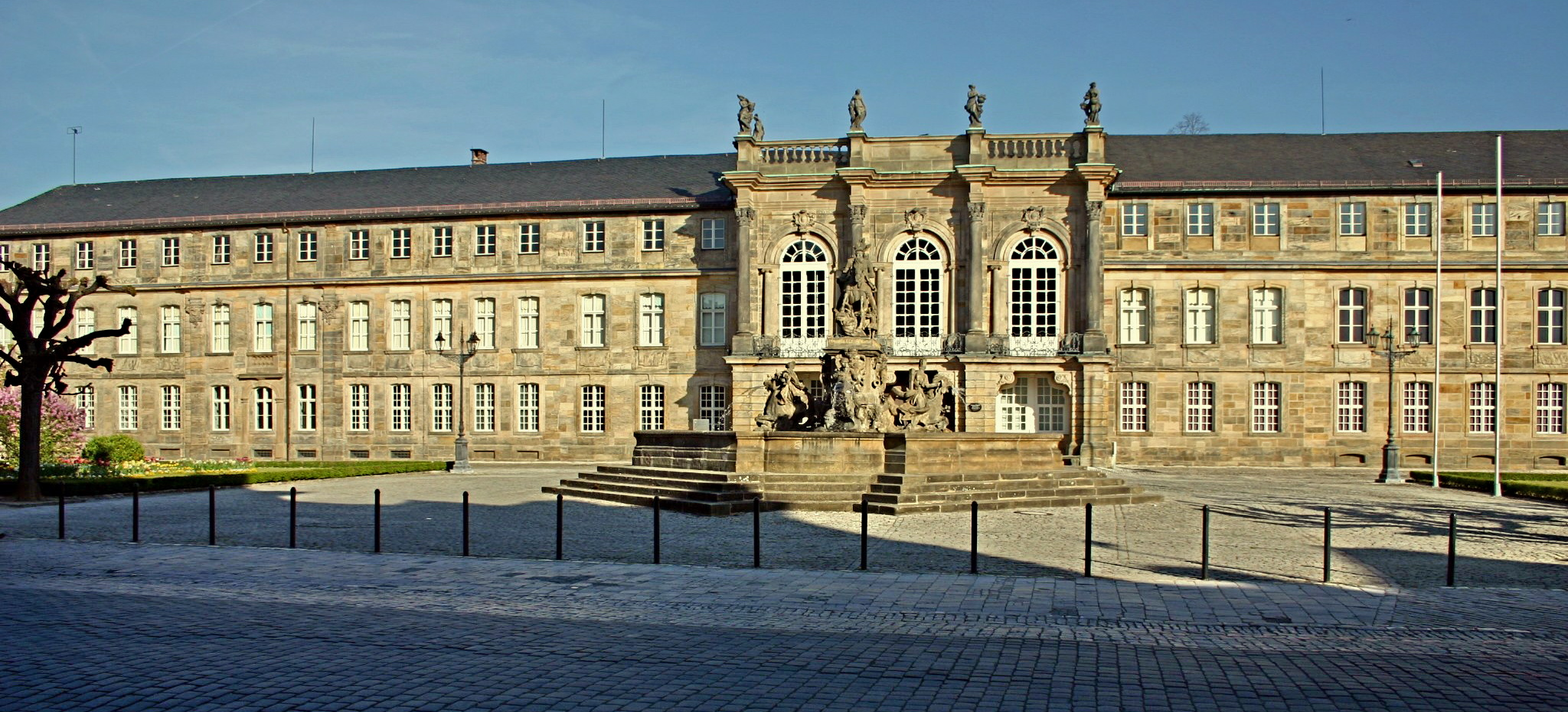
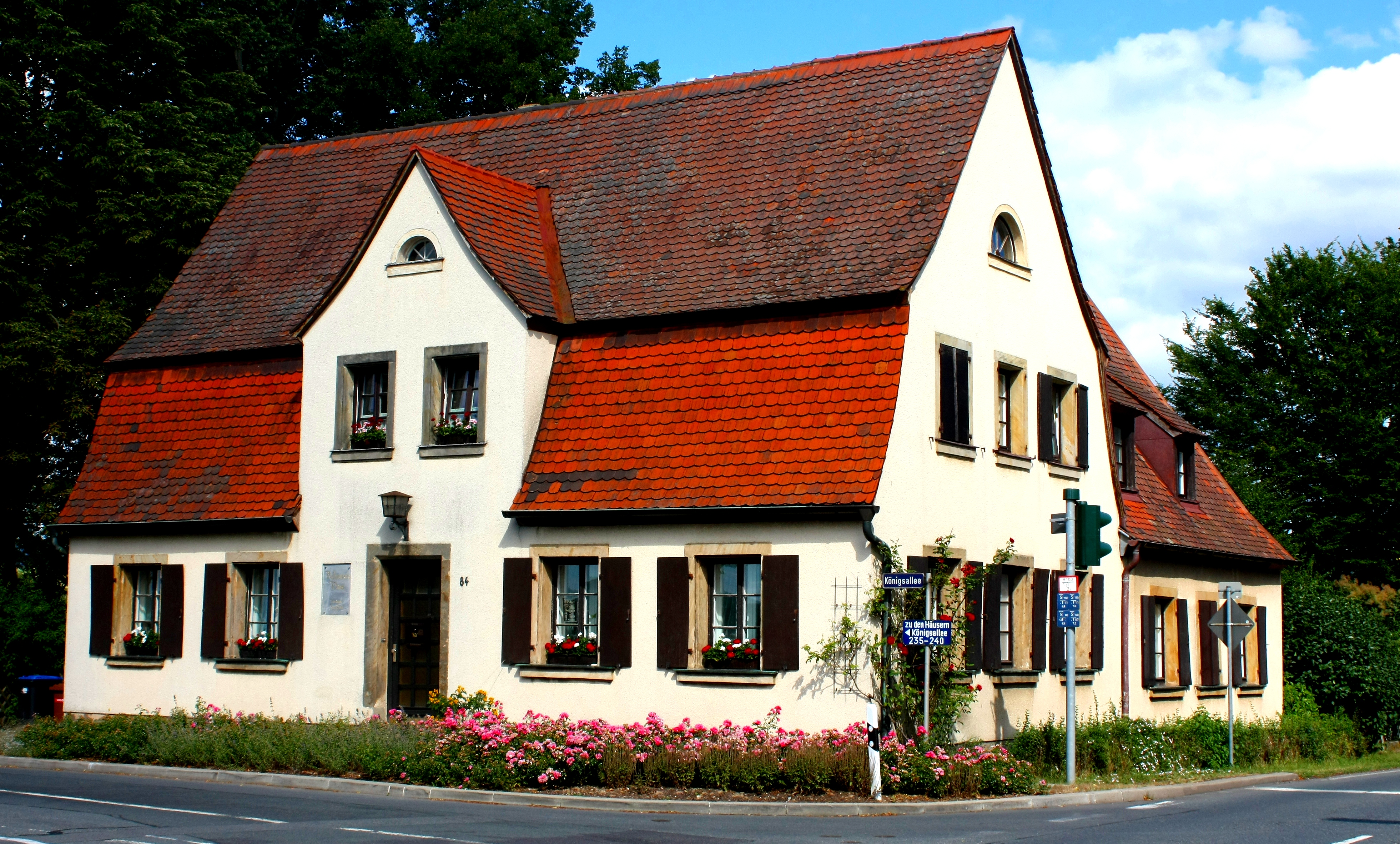
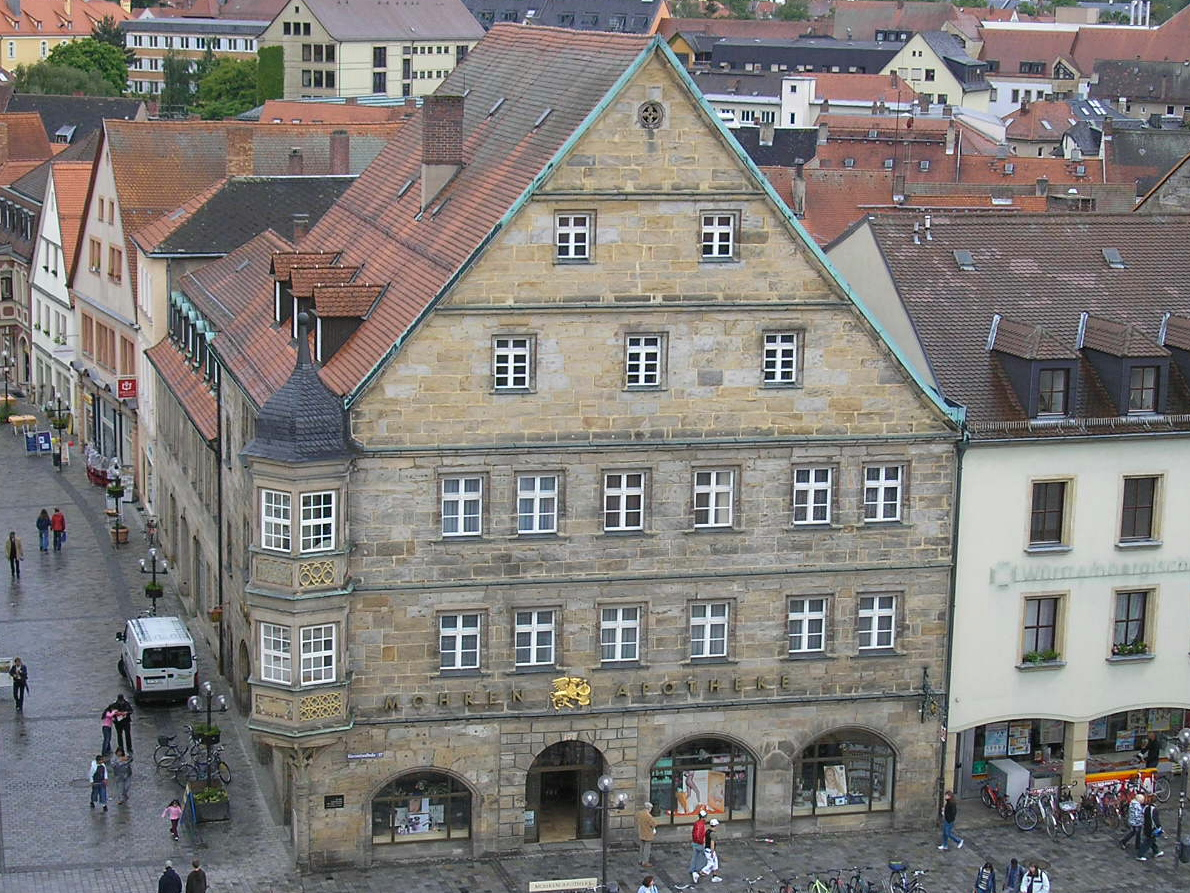